# Etiópia Italiana

África Oriental Italiana

Brasão de armas italiano para o Imperador da Etiópia

A Etiópia foi ocupada pela Itália em 1936 e se tornou parte de uma colônia italiana, a África Oriental Italiana, com seu antigo território sendo fundido ao de colônias anteriores e dividido em seis governatoratos. A Etiópia Italiana foi proclamada em 1936 durante a Segunda Guerra Ítalo-Etíope, na qual Vítor Emanuel III se declarou Imperador da Etiópia. A ocupação durou até o fim de 1941 quando a colônia foi liberada do controle italiano por uma combinação de etíopes, forças britânicas e da Commonwealth, da França Livre e Bélgica Livre. A resistência italiana teve fim com a Batalha de Gondar, embora alguns italianos tenham continuado combatendo em guerrilhas.
A moeda circulante nesse período foi a lira da África Oriental Italiana.

## Subdivisões
| Província   | Nome italiano  | Capital    | População total | Italianos | Código de matríclua | Brasão |
| ----------- | -------------- | ---------- | --------------- | --------- | ------------------- | ------ |
| Amara       | Amara          | Gondar     | 2,000,000       | 11,103    | AM                  |        |
| Harrar      | Harar          | Harar      | 1,600,000       | 10,035    | HA                  |        |
| Gala-Sidamo | Galla e Sidama | Gimma      | 4,000,000       | 11,823    | GS                  |        |
| Shewa       | Scioa          | Adis Abeba | 1,850,000       | 40,698    | SC                  |        |